# Província de Shimotsuke
La província de Shimotsuke (下野国, Shimotsuke-no kuni) fou una província del Japó que ocupava l'actual territori de la prefectura de Tochigi. El nom de la província també es podia abreujar com a Yashū (野州). Sota les lleis i costums del sistema engishiki, Shimotsuke va ser classificada com un dels 13 "grans països" (大国) en termes d'importància i també com un dels 30 "països llunyans" (遠国), en termes de distància des de la capital, aleshores a Kyoto. La capital provincial es trobava a l'actual ciutat de Tochigi, mentres que l'ichinomiya o santuari xintoista principal era el santuari Futaarayama, a l'actual ciutat d'Utsunomiya (no confondre amb el santuari Futarasan de Nikko). Des del 10 de gener de 2006 existeix una ciutat a Tochigi amb el nom de Shimotsuke en honor de l'antiga província.

## Geografia
Els límits geogràfics de la província de Shimotsuke coincideixen en la pràctica totalitat amb els de l'actual prefectura de Tochigi. Shimotsuke limitava amb les províncies de Kōzuke (actual Gunma) cap a l'oest; amb Hitachi (actual Ibaraki) cap a l'est; amb Mutsu al nord i amb Shimōsa al sud. La divisió inferior a la província eren els districtes, els quals agrupaven un cert nombre de municipis fent l'equivalent a les comarques o comtats europeus.

### Districtes
Molts dels antics districtes de la província encara són vius i es troben en actiu a la prefectura de Tochigi.
- Districte d'Ashikaga (足利郡): Dissolt el 1962 a la prefectura de Tochigi.
- Districte d'Aso (安蘇郡): Dissolt el 2005 a la prefectura de Tochigi.
- Districte de Haga (芳賀郡): En actiu a la prefectura de Tochigi.
- Districte de Kawachi (河内郡): En actiu a la prefectura de Tochigi.
- Districte de Nasu (那須郡): En actiu a la prefectura de Tochigi.
- Districte de Samukawa (寒川郡): Dissolt el 1889 a la prefectura de Tochigi i integrat al districte de Shimotsuga.
- Districte de Shioya (塩谷郡): En actiu a la prefectura de Tochigi.
- Districte de Tsuga (都賀郡): Dissolt el 1878 a la prefectura de Tochigi i dividit en:
  - Districte de Kamitsuga (上都賀郡): Dissolt el 2011 a la prefectura de Tochigi.
  - Districte de Shimotsuga (下都賀郡): En actiu a la prefectura de Tochigi.
- Districte de Yanada (梁田郡): Dissolt el 1896 a la prefectura de Tochigi i integrat al districte d'Ashikaga

## Història

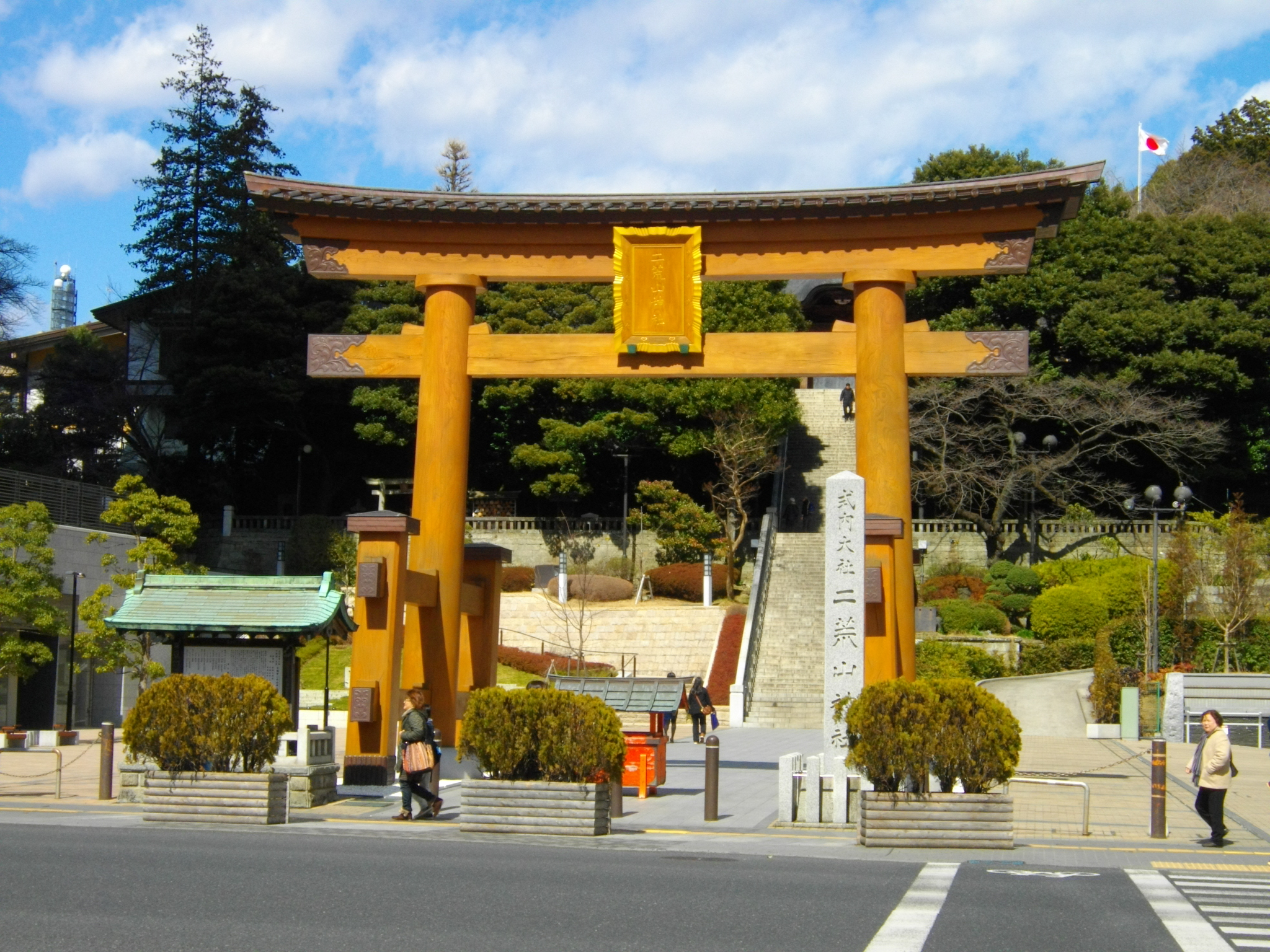
Ichinomiya de Shimotsuke (Utsunomiya)

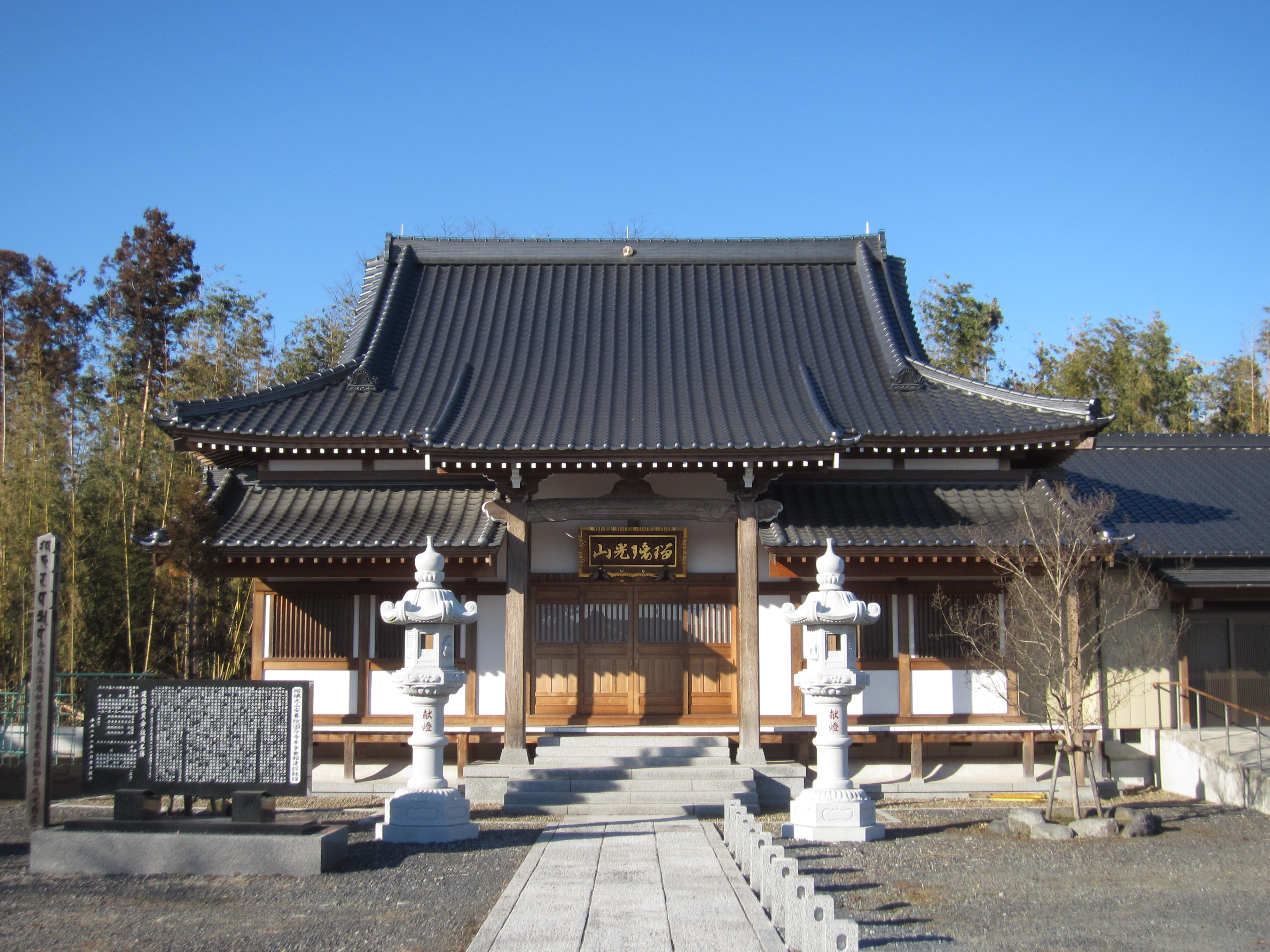
Kokubunji de Shimotsuke (Shimotsuke)

Durant el segle IVrt de l'era comuna (període Kofun al Japó), l'àrea on actualment es troba la prefectura de Gunma i el sud de Tochigi va ser coneguda amb el nom de Keno o Kenu (毛野). A algun moment desconegut del segle Vé, l'àrea va ser dividida pel riu Kinu en dues zones anomenades Kamitsukeno (上毛野) i Shimotsukeno (下毛野). Al període Nara, sota el codi Taihō aquestes províncies esdevingueren Kamitsuke no kuni (上毛野国) i Shimotsuke no kuni (下毛野国). L'any 713, amb l'estandardització de l'escritura dels noms provincials en dos kanjis les províncies va passar a dir-se Kōzuke (上野), actual Gunma, i Shimozuke (下野).
La zona de Shimotsuke és frquentment esmentada a textos del període Nara com els rikkokushi i el Nihon Shoki, a més de tindre forts lligams amb la cort imperial de Yamato des del període Kofun. Un gran complexe religiós budista, el Shimotsuke Yakushi-ji, localitzat a l'actual ciutat de Tochigi, data del període Nara.
Des del període Heian l'àrea va estar controlada per diverses famílies militars com el clan Utsunomiya o el clan Nasu. Una branca del clan Minamoto, el clan Ashikaga va aplegar a un estatus de prominència i importància durant el període Kamakura, tenint el seu Shōen a l'actual ciutat d'Ashikaga, des d'on bastiren el bakufu Ashikaga durant el període Muromachi.
Durant el període Sengoku, Shimotsuke va estar en disputa entre els clans Hōjō tardà, Takeda i Uesugi. Després de l'ascens al poder del bakufu Tokugawa, gran part del territori de la província va ser cedit a nombrosos estats feudals o Han. Tokugawa Ieyasu i Tokugawa Iemitsu van elegir el lloc sagrat de Nikko per a la localització dels seus mausoleus. Des de llavors i fins a l'era Meiji, la zona va prosperar pel pelegrinatge des de tots els llocs del Japó.
Els camins de Nikkō i Ōshū passaven a través de la província i es fundaren nombroses shukuba o postes al camí. Després de la restauració Meiji, els diferents estats feudals de la província esdevingueren dins de diferents prefectures com a resultat de l'abolició del sistema han l'any 1871. Aquestes diferents prefectures es fusionaren l'any 1873 en l'actual prefectura de Tochigi, la qual abasta completament el territori de l'antiga província de Shimotsuke.